# Stigmella apicialbella
Stigmella apicialbella là một loài bướm đêm thuộc họ Nepticulidae. Nó được tìm thấy ở Kentucky và Ohio.

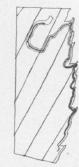
Mine

Sải cánh dài 3.6-4.8 mm. Late instar larvae can be được tìm thấy ở mid-June, cuối tháng 7, tháng 8 và tháng 9. 
Ấu trùng ăn Ulmus fulva, Ulmus americana và Ulmus thomasii.Chúng ăn lá nơi chúng làm tổ. 